# Gheorghe Șimon
Gheorghe Șimon (n. 1 ianuarie 1961, Vișeu de Sus, România) este un deputat român, ales în 2012.